# Bei uns z’Haus
Bei uns z'Haus (Dans notre maison) est une valse de Johann Strauss II (op. 361). L'œuvre est jouée pour la première fois le 6 août 1873 au parc d'attractions Schwenders Neue Welt à Hietzing (Vienne).

## Histoire
L'œuvre est initialement composée comme une valse chorale pour l'Exposition universelle de Vienne de 1873 et est créée à l'occasion de cet événement par l'Orchestre de l'Exposition universelle et le Chœur d'hommes de Vienne sous la direction du compositeur. Anton Langer a écrit le texte. Les visiteurs de l'exposition universelle y découvrent la vie de la population viennoise. La première est très bien accueillie et les critiques prédisent que la valse aura un succès similaire à celui de Strauss avec la valse Le beau Danube bleu. La date et le lieu de la première de la version instrumentale de l'œuvre ne sont pas connus. La valse est dédiée à Marie de Hohenlohe-Schillingsfürst. Cependant, le succès annoncé n'est pas au rendez-vous. La valse est bien en deçà des autres œuvres du compositeur.

## Durée
Sa durée d'exécution est d'environ 9 minutes. Elle peut varier quelque peu selon l'interprétation musicale du chef d'orchestre.

## Postérité
En 1899, Adolf Müller utilise des parties de cette œuvre dans le troisième acte (n° 12 instrumental) de l'opérette Wiener Blut, qu'il compose sur la base de motifs de Johann Strauss II.
La pièce est jouée lors du célèbre concert du nouvel an à Vienne : en 1944 et 1954 (Clemens Krauss) ; 1968 et 1979 (Willi Boskovsky) ; 1989 (Carlos Kleiber) ; 